# Oiseau buveur

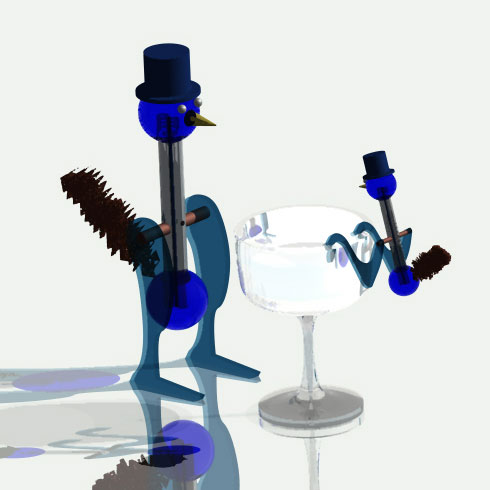
Représentation de deux oiseaux buveurs.

Un oiseau buveur est un jouet thermodynamique à bascule. Il est animé par l'évaporation de l'eau qu'il « boit » ; il s'agit donc d'un moteur thermique.

## Histoire
La première description date de 1946, dans un brevet déposé par Miles Sulivan, ingénieur aux Laboratoires Bell.

## Constitution
L'oiseau buveur est composé d'un support et d'un balancier équilibré. Le balancier, qui représente l’oiseau proprement dit, est creux et comporte trois parties visibles : 
- La tête est une boule creuse, revêtue à l’extérieur d’un matériau permettant d’absorber rapidement de l’eau.
- Le cou est un tuyau.
- L'arrière du corps est une boule creuse pénétrée en profondeur par le tuyau constituant le cou.

Il est partiellement rempli d'un liquide (par exemple, du dichlorométhane et un colorant).

## Fonctionnement
L'oiseau buveur est un petit moteur thermique : il y a une source chaude (l’air ambiant) et une source froide (l’eau dans le verre). Dans l’oiseau, il y a deux phases en équilibre, le liquide (que l’on voit grâce au colorant) et du gaz. Le fonctionnement est le suivant ; il peut se répéter aussi longtemps qu’il y a de l’eau dans le verre :
1. L’oiseau est en position verticale, avec la tête humide. L'air ambiant, qui constitue la source de chaleur, étant en général non saturé en eau, l’eau de la tête s'évapore petit à petit, refroidissant ainsi la tête de l'oiseau ;
2. Le gaz dans la tête se refroidit sous l'effet de l'évaporation de l'eau ; le gaz se condense le long des parois et la pression de ce gaz diminue. Sous l'effet de la diminution de pression dans la tête, le liquide monte dans la colonne. Dans la boule du bas à température ambiante, la pression doit rester constante, comme celle-ci diminue, du gaz s'évapore donc pour permettre une augmentation du volume de gaz ;
3. Arrivée à une certaine hauteur (dépendant du modèle, de son équilibrage…), la colonne de liquide en arrivant dans le bec déséquilibre l'oiseau : il penche la « tête » dans le verre et y absorbe de l’eau pendant qu’il est incliné ;
4. En position inclinée, du gaz passe entre la partie inférieure et la partie supérieure de l'oiseau. Les pressions se rééquilibrent. La colonne de liquide redescend. L'oiseau reprend sa position d'équilibre vertical avec sa tête de nouveau rechargée en humidité ; le cycle peut recommencer (retour en 1).

Pour provoquer l'arrêt du fonctionnement, on peut procéder selon l’une des façons suivantes :
- Sécher la tête : cela provoque l’arrêt de l’évaporation ;
- Couvrir le système d’une cloche : l’évaporation sature progressivement l'atmosphère d’eau et finit par s’arrêter.

Bien qu'à première vue, l'objet semble réaliser un mouvement perpétuel, il n'en est rien. Pour s'en convaincre, il suffit d'attendre qu'il n'y ait plus d'eau dans le récipient dans lequel l'oiseau boit.

## Principes physiques
L'oiseau buveur illustre plusieurs principes et concepts de physique élémentaire :
- Principalement le deuxième principe de la thermodynamique (un cycle monotherme ne produit pas de travail) : dans l'oiseau, le liquide interne effectue un cycle entre deux sources de chaleur à des températures différentes, la tête, source froide et l'arrière, source chaude (dont la température est la température ambiante) ; l'eau du verre peut être considérée comme une source unique mais cette eau n'effectue pas un cycle car elle passe de l'état liquide à l'état gazeux sans retour à l'état liquide dans le verre ;
- La loi de Gay-Lussac, qui établit le rapport entre la température et la pression exercée par un gaz dans un volume déterminé ;
- La loi d'Avogadro, qui établit le rapport entre le nombre de molécules d'un gaz et la pression dans un volume déterminé ;
- La statistique de Maxwell-Boltzmann, qui établit que dans un volume et une température déterminés les molécules ont divers états énergétiques et peuvent par conséquent coexister en plusieurs états ;
- L'enthalpie de vaporisation (et de condensation), qui établit qu'une substance absorbe (ou libère) de la chaleur lorsqu'elle change d'état à température constante ;
- Le moment des forces et les barycentres des corps.

## Culture
On voit un oiseau buveur dans les films, jeux et séries suivants :
- Alien - Le huitième passager, lors du premier repas que prennent les voyageurs ;
- Alien 3, dans le bureau du directeur de la prison ;
- Alien: Covenant[5] ;
- Alien: Romulus : dans l’une des toutes premières scènes du film, le repas à la cantine d'entreprise, un oiseau buveur est posé sur la table[6] ;
- Max Payne, sur le bureau du policier noir commis aux affaires classées ;
- Les Simpson[Quoi ?] ;
- Mad Men, saison 4 épisode 5, 29e minute ;
- Megamind[Quoi ?] ;
- Warm Bodies[Quoi ?].